# Arctophila bombiformis
Arctophila bombiformis là một loài ruồi trong họ Ruồi giả ong (Syrphidae). Loài này được Fallén mô tả khoa học đầu tiên năm 1810. Arctophila bombiformis phân bố ở vùng Cổ Bắc giới